# Andrej Ėšpaj
Andrej Ėšpaj (Mosca, 18 aprile 1956) è un regista sovietico.

## Filmografia parziale

### Regista
- Šut (1988)
- Umiliati e offesi (Униженные и оскорблённые) (1991)